# Ануар Ель Аззузи
Ануар Ель Аззузі (араб. انور العزوزى, нар. 29 травня 2001, Венендал, Нідерланди) — марокканський футболіст, центральний захисник нідерландського клубу «Зволле».

## Ігрова кар'єра

### Клубна
Ануар Ель Аззузі народився в Нідерландах. Починав займатися футболом у своєму рідному місті Венендал. Пізніше приєднався до клубної академії «Вітесса». Перед початком сезону 2018/19 захисника внесли в заявку другої команди «Вітессе» і Ель Аззузі провів лише одну гру в складі «Йонг Вітесс».
Сезон 2019/20 футболіст провів у клубі «Неймеген», але так і не зіграв жодного матчу в команді.
У 2021 році Ель Аззузі приєднався до клубу Другого дивізіону «Дордрехт», де два сезони провів як повноцінний гравець основи. Влітку 2023 року Ель Аззузі перейшов до «Зволле». 2 вересня 2023 року в матчі проти «Алмере Сіті» захисник дебютував у Вищому дивізіоні чемпіонату Нідерландів.

### Збірна
У 2020 році Ануар Ель Аззузі провів три матчі в складі молодіжної збірної Марокко.

## Особисте життя
Брат-близнюк Ануара — Уссама Ель-Аззузі також професійний футболіст. Грає в півзахисті італійської «Болоньї» та національної збірної Марокко.